# Quercus velutina
Quercus velutina o roure negre, és una espècie del gènere Quercus dins de la família de les fagàcies. Està classificada en la secció dels roures vermells d'Amèrica del Nord, Centreamèrica i el nord d'Amèrica del Sud que tenen els estils llargs, les glans maduren en 18 mesos i tenen un sabor molt amarg. Les fulles solen tenir lòbuls amb les puntes afilades, amb truges o amb pues al lòbul.
Va ser descrita per Jean-Baptiste Lamarck el 1785. Quercus és el nom genèric del llatí que designava igualment el roure i l'alzina, velutina igual com el català vellutina, segons l'aspecte de les fulles.

## Distribució i hàbitat
És originari de l'est d'Amèrica del Nord des del sud d'Ontario cap al sud fins al nord de Florida i el sud de Maine a l'oest fins al nord-est de Texas. És un arbre comú al parc natural de les Indiana Dunes i altres ecosistemes dunars sorrencs al llarg de les costes meridionals del Llac Michigan.
Les glans proporcionen aliments a nombroses espècies de fauna salvatge, incloses esquirols, esquirols de Bryant, ratolins, talpons, cérvols de Virgínia i gall dindi salvatge. Les cavitats del tronc són llocs de niu importants per al picot escapulat oriental.

## Descripció

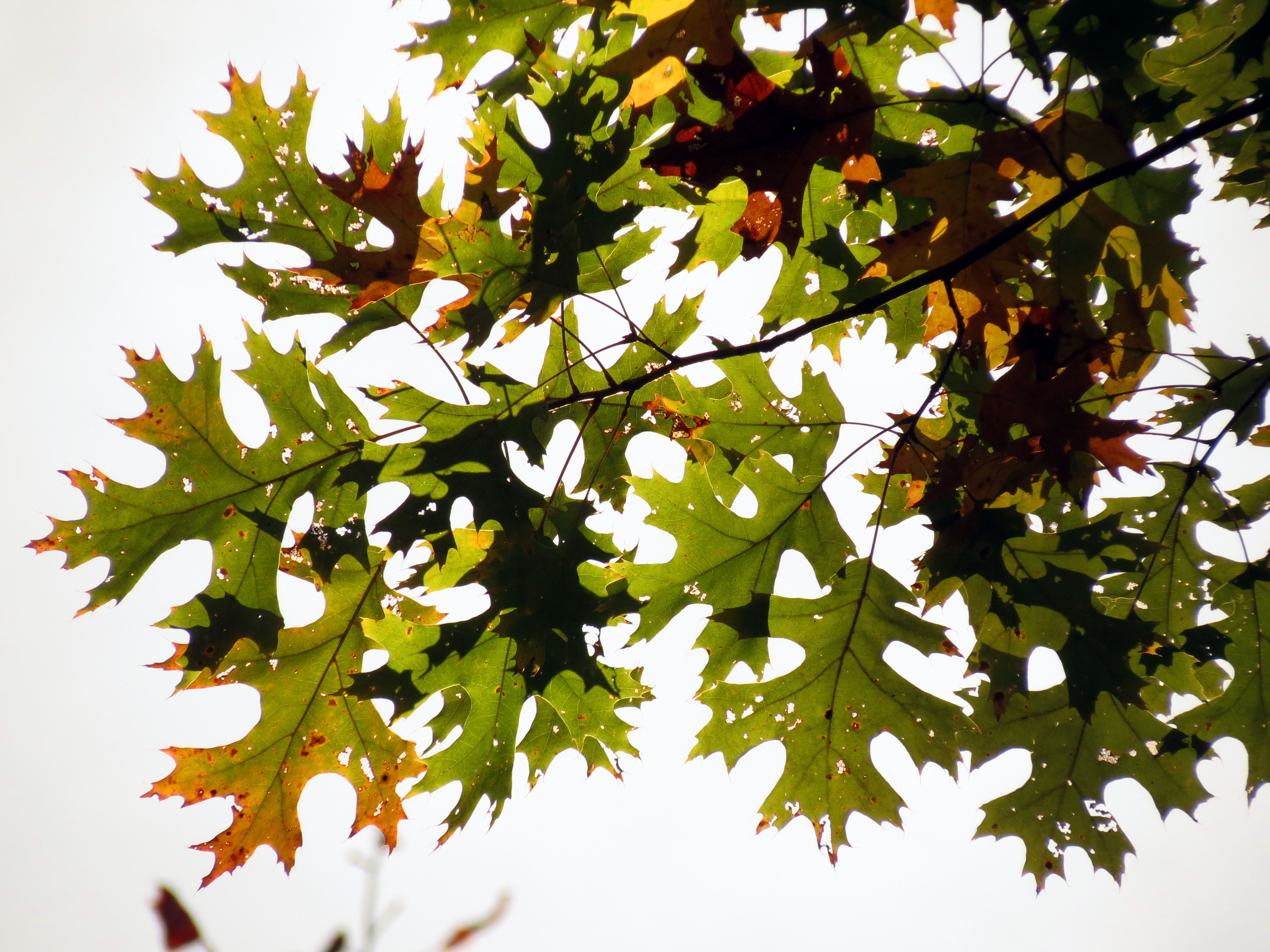
Fulles madures

A la part septentrional de la zona de distribució, el roure negre és un arbre relativament petit que ateny una altura de 20-25 m i un diàmetre de 90 cm, però creix més al sud i centre, on ateny altures de fins a 42 m. El roure negre s'hibrida fàcilment amb altres membres del grup de roures vermells (Quercus secció Lobatae) i és un parent en almenys una dotzena d'híbrids de nom diferent.
És l'espècie del gènere que té les fulles més grans una longitud de 50 × 30 cm. Són col·locades alternativament en la branca amb 5-7 lòbuls apuntats separats per profundes osques en forma de U. La superfície superior, el feix, és d'un color verd fosc brillant, la inferior, el revés, és d'un marró groguenc. Hi ha també vellositats estavellades en la part inferior de la fulla que creix en grups.

## Ús
L'escorça interior del roure negre conté un pigment groc anomenat quercitró, que s'explotava comercialment fins als anys quaranta del segle xx.
Es fa servir amb el nom comercial de red oak (roure vermell) per fer mobles, parquet i travesses de ferrocarril.

## Sinoníms
- Quercus coccinea var. nigrescens A.dc.
- Quercus coccinea var. tinctoria (Bartram) A.dc.
- Quercus discolor Aiton
- Quercus leiodermis Ashe
- Quercus magnifica Dippel
- Quercus missouriensis Ashe
- Quercus rubra var. tinctoria (Bartram) Kuntze
- Quercus tinctoria Bartram
- Quercus tinctoria Michx.[8]